# Немцы (сериал)
«Немцы» — российский остросюжетный десятисерийный телесериал, снятый по мотивам одноимённого романа Александра Терехова. Главные роли в нём сыграли Евгений Коряковский, Анна Завтур, Антон Васильев, Дарья Урсуляк. Премьера состоялась 25 апреля 2021 года в рамках Московского международного кинофестиваля, в широкий прокат сериал вышел на онлайн-платформе KION. «Немцы» получили положительные оценки критиков.

## Сюжет
Литературной основой сериала стал роман «Немцы» Александра Терехова, опубликованный в 2012 году и живописавший чиновничьи нравы Москвы времён Юрия Лужкова. Терехов вложил в книгу собственный опыт работы директором пресс-центра Западного административного округа. Автор называет всех героев немецкими фамилиями, обращаясь к этимологии слова «немцы» — немые, чужие, пришлые. Книга обрела популярность, была удостоена премии «Национальный бестселлер» (2012), номинирована на премии «Большая Книга» и «Русский Букер» (2013).
Переработкой текста для сериала занимался режиссёр-постановщик Стас Иванов, существенно изменивший сюжет. Действие было перенесено в вымышленный депрессивный городок Ворошиловск/Гвардейск на Урале. Здесь в местном издании работает журналист-расследователь Антон Эбергард. Он недавно развёлся с женой, оставившей ему 17-летнюю дочь Эрну, завёл новые отношения с Улей, ради которых влез в ипотеку. Книга Эбергарда провалилась, за квартиру нечем платить, на пороге уже стоят коллекторы. Его начальник и главный редактор Алексей Жданов отказывается публиковать новое расследование и увольняет Эбергарда.
Отчаявшийся герой решает переметнуться в стан вчерашнего врага. Чтобы заслужить доверие мэра города Владимира Хассо и стать его пресс-секретарём, он предаёт честного мента и своего лучшего друга Павла Пашутина. Эбергард делает стремительную карьеру благодаря тому, что понимает сложную конструкцию, в которой срослись власть, полиция и криминал. Он разрабатывает циничные схемы и удивляется тому, как легко всеми манипулировать. Эбергард становится одним из демонов, против которых боролся всю жизнь, пособником «оккупантов», занятых дележом бюджетов. На этом токсичном фоне раскрывается конфликт «отцов и детей»; Эрна выступает как альтер эго главного героя, она символизирует независимость и свободу, которые когда-то воспевал её отец.

## В ролях
- Евгений Коряковский — Антон Германович Эбергард, журналист и писатель
- Анна Завтур — Эрна Эбергард, дочь Антона и Саши
- Антон Васильев — Павел Пашутин, друг Антона
- Дарья Урсуляк — Ульяна Ленина, женщина Антона
- Валерия Ланская — Алла Будырина, журналист
- Сергей Муравьёв — Дмитрий Александрович Кириллович
- Юлия Марченко — Саша, бывшая жена Антона
- Владимир Селезнёв — Алексей Викторович Жданов, главный редактор издательства «Бизнес. Политика. Общество»
- Алексей Гришин — Игорь Закс, застройщик
- Виталий Коваленко — Владимир Карлович Хассо, мэр г. Ворошиловска
- Екатерина Сёмина — Инна Марковна, секретарь Хассо
- Владимир Устюгов — Сергей Васильевич Пилющенко, заместитель Хассо
- Джульетта Геринг — Ольга Юрьевна Розенберг, заместитель Хассо
- Вадим Медведев — Валерий Расулович Гафаров, заместитель Хассо
- Александр Овчинников — Олег Колодуб, заместитель Хассо
- Андрей Ребенков — Леонид Павлович Успенский («Монгол»), начальник УВД г. Ворошиловска
- Денис Власенко — Тоша Тремасян, приятель Эрны
- Василий Неверов — Ярослав Годзюр
- Мария Дризик — Ирма
- Азиз Бейшеналиев — Мурат Азизович Ахматов, старший оперуполномоченный ОБЭП
- Дмитрий Блохин — Юрий Фёдорович Луговский, предприниматель, ветеран-афганец
- Сергей Генкин — Ильшат Замлиев, губернатор
- Владимир Горюшин — Николай Игнатьевич Будылин, ветеран труда, почётный горняк
- Максим Стоянов — Евгений Синицын, сожитель Саши
- Оксана Костецкая — Елена Жданова, жена Алексея
- Дмитрий Гизбрехт — Игорь Петрович Степанов («Зомби»), сотрудник ФСБ
- Денис Денисов — Игорь Арсенов, следователь
- Евгений Санников — Макс Штайнмайер, брат Антона
- Татьяна Кузнецова — Хельга Вольфовна Эбергард, мама Антона
- Андрей Фомин — Иван Юрьевич Каледин, капитан ОБЭП
- Иван Мамонов — Андрей Иванович Брылов, офицер танковых войск
- Андрей Курносов — Рысин
- Илья Семёнов — Борис Петрович Лавров
- Николай Денисов — Валерий Михайлович Бавин, генерал полиции

## Создание и релиз
Продюсер сериала Юрий Сапронов рассказывал, что познакомился с книгой Александра Терехова случайно, уже после получения «Немцами» «Национального бестселлера», и тогда понял, что на её основе можно создать сериал, показав «проблему, в которой погрязла страна». Права на экранизацию были приобретены через год после выхода книги.
Съёмочная группа работала в Челябинске, Златоусте, Сатке, в Карабаше — городе с одной из самых тяжелых экологических ситуаций в мире.
Сериал был снят по заказу телеканала НТВ кинокомпанией «Всемирные русские студии». Генеральный продюсер НТВ Тимур Вайнштейн говорил, что «„Немцы“ — второй сериал после „В клетке“, который НТВ создал сразу в двух версиях — для интернета и для телевизионного эфира». Версия «без купюр» предназначалась для онлайн-показа и впервые появилась в кинотеатре Kion.
Премьера сериала состоялась 25 апреля 2021 года в рамках Московского международного кинофестиваля, в широкий прокат «Немцы» вышли на онлайн-платформе KION 28 апреля.

## Оценки
Рецензенты отмечали, что сериал с его «индустриальным антуражем русской провинции, заводскими трубами, зловеще и настырно чадящими на заднем плане…предлагают зрителю… цельную неоготическую атмосферу». Перенос событий из Москвы, по мнению ряда критиков, позволил ярче показать «невозможность русской жизни». Десятисерийные «Немцы» получились своеобразным парафразом на тему «Левиафана» Андрея Звягинцева, но «вместо социальной драмы предлагают остросюжетный триллер». Кинокритик Егор Москвитин считает, что сериал — «жёсткая, но красиво снятая драма о взаимоотношениях прессы, бизнеса и насквозь коррумпированной администрации провинциального городка глазами остроумного журналиста». По мнению Ярослава Забалуева, «такого смелого и честного разговора о российской теневой политике еще просто не было».
Критики сходились в том, что в фильме — сплошь «незаезженные лица» и при этом отличный кастинг, что актёры «выбраны с тщательностью редкой для отечественного сериалостроения»: «казнокрады из мэрии — чистый Гоголь», а женщины фильма составляют «ансамбль-шедевр». Ключевой находкой называли Евгения Коряковского, который в роли Эбергарда «дотошно органичен и похож на мелкого беса, и от ужимок которого буквально глаз не оторвать».
Сериал лишён большого экшена, но необычайно насыщен событиями и диалогами. По мнению Родиона Чемонина, «в чём автору „Немцев“ Стасу Иванову, который здесь выступил единоличным режиссером и сценаристом, не откажешь, так это в умении насытить хронометраж бесконечным действием». При этом критики делают скидку на то, что создателям сериала было сложно «экранизировать роман, в котором почти ничего не происходит», отсюда появились дополнительные сюжетные линии с дочерью и городским маньяком.